# Sumatrabladfågel
Sumatrabladfågel (Chloropsis media) är en fågel i familjen bladfåglar inom ordningen tättingar. Liksom flera andra bladfåglar minskar den kraftigt i antal till följd av fångst för burfågelsindustrin. Den är därför upptagen på IUCN:s röda lista för hotade arter, där kategoriserad som starkt hotad.

## Utseende och läten
Sumatrabladfågeln är en gult anstruken bladfågel med en kroppslängd på 17-18 cm. Undersidan är lysande gul och pannan klargul. Hanen har en svart ögonmask som sträcker sig ner till nedre delen av strupen och en lysande violett mungipa. Honan saknar ögonmask men har en gulaktig kant vid ögonlocket och turkos mungipa. Båda könen har elektriskt blå fläckar vid vingknogen.

## Utbredning och systematik
Fågeln förekommer enbart på Sumatra. Den behandlas som monotypisk, det vill säga att den inte delas in i några underarter. Tidigare behandlades den som underart till guldpannad bladfågel (Chloropsis aurifrons), men urskiljs nu allmänt som egen art efter studier som visar på dels morfologiska, dels genetiska skillnader där de senare visar att de faktiskt inte är varandras närmaste släktingar.

## Status och hot
Sedan 2016 kategoriserar internationella naturvårdsunionen IUCN arten som hotad efter data som visar att arten minskar kraftigt till följd av fångst för burfågelindustrin parat med habitatförlust. Först placerades den i hotkategorin sårbar (VU) men uppgraderades till den högre hotnivån starkt hotad (EN) 2019.